# Lanny Bell
Lanny D. Bell (* 30. April 1941 in Fort Dodge, Iowa; † 26. August 2019 in Old Saybrook, Connecticut) war ein US-amerikanischer Ägyptologe.

## Leben
Lanny Bell studierte bis 1963 Ägyptologie an der University of Chicago (B.A.) und wurde 1976 an der University of Pennsylvania in demselben Fach promoviert. Seit 1967 arbeitete er wiederholt in Ägypten, wo er sich insbesondere um die Dokumentation der Monumente verdient gemacht hat. Seine Forschungsschwerpunkte waren das altägyptische Königtum, die Tempel von Theben und ägyptische Epigraphik.
Von 1989 bis zu seinem Ruhestand 1996 war er Professor am Oriental Institute der University of Chicago.
Bell war ab 1968 mit der 1991 bei einem Verkehrsunfall gestorbenen Archäologin Martha Rhoads Bell verheiratet.